# Casa Puig i Cadafalch

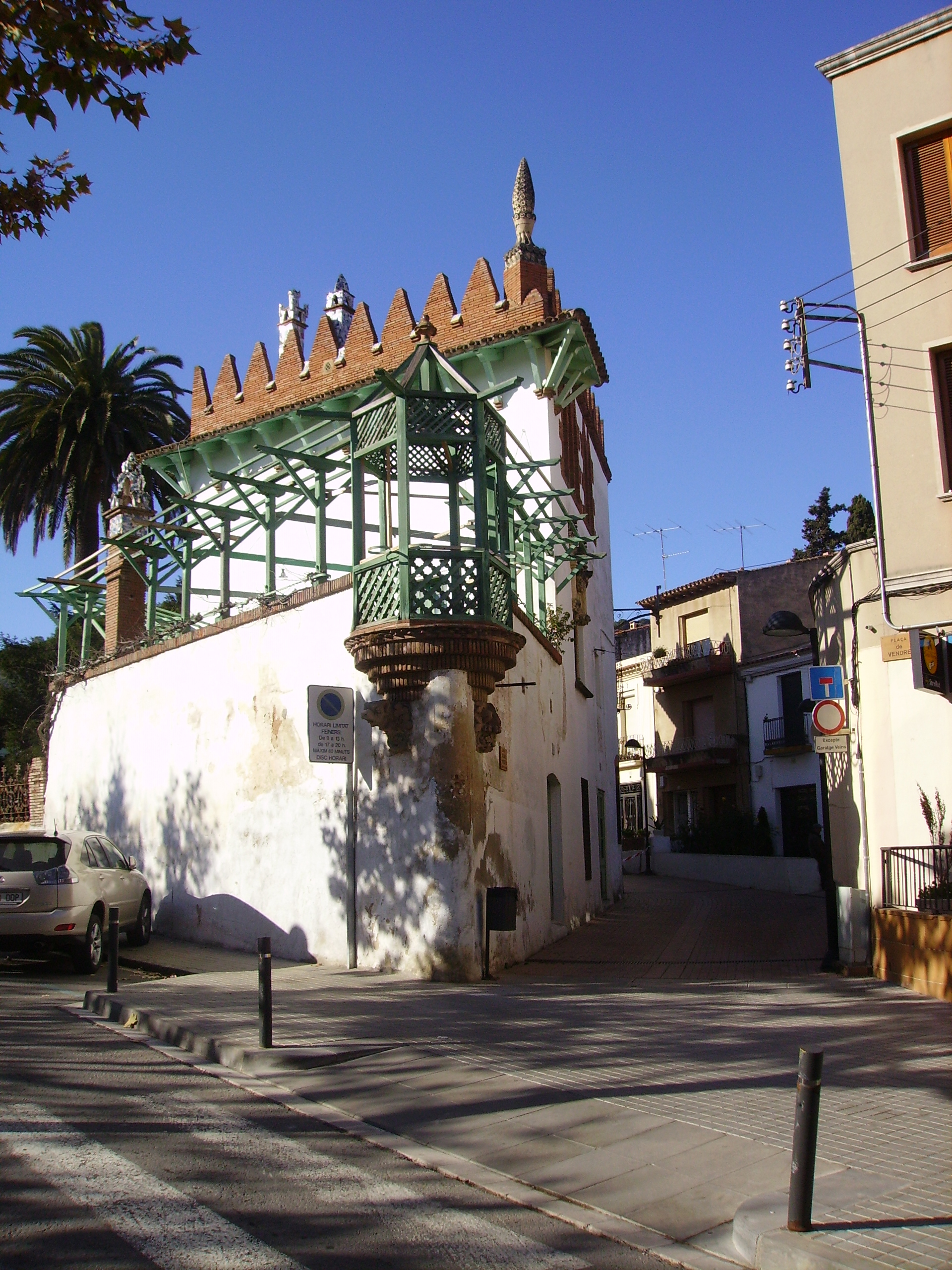

Casa Puig i Cadafalch ist ein modernistisches Haus in Argentona (Maresme), in der Provinz Barcelona im Nordosten Spaniens. Das Haus wurde zum Kulturgut von nationalem Interesse erklärt.
Es war das Sommerhaus des bekannten Architekten Josep Puig i Cadafalch und wurde zwischen 1897 und 1905 erbaut. Es befindet sich in der Carrer de Dolores Monserdà, 3–5, neben der Plaça de Vendre, in der Gemeinde Argentona.